# Val (película)
Val es una película documental estadounidense de 2021 dirigida y producida por Leo Scott y Ting Poo. Sigue la vida y carrera del actor Val Kilmer. La película tuvo su estreno mundial en el Festival de Cine de Cannes el 7 de julio de 2021, y tuvo un estreno limitado el 23 de julio de 2021, antes de la transmisión digital en Prime Video el 6 de agosto por Amazon Studios.

## Sinopsis
La película sigue la vida y la carrera del actor Val Kilmer, incluidas imágenes de Kilmer filmadas por él mismo a lo largo de su carrera, imágenes de su infancia y películas caseras.

## Producción
Leo Scott inicialmente comenzó a trabajar como editor con Harmony Korine en su cortometraje The Lotus Community Workshop, donde se encontró con el archivo de Val Kilmer, investigando 800 horas de metraje, con Ting Poo abordando el proyecto más tarde. El metraje, que Kilmer había filmado durante años, lo mostraba creciendo, asistiendo a la escuela, audicionando, su carrera y su familia. Anteriormente, las imágenes habían estado guardadas en cajas durante años, y una vez que a Kilmer le diagnosticaron cáncer y comenzó a perder la voz, le dieron ganas de contar su historia. La película está narrada por las propias palabras de Kilmer, a través de su hijo Jack Kilmer.
En mayo de 2021, Se anunció que Val Kilmer protagonizaría un documental que gira en torno a su vida, con Leo Scott y Ting Poo produciendo, con A24 y Boardwalk Pictures produciendo, y Amazon Studios se distribuirá en los Estados Unidos y América Latina.

## Estreno
La película tuvo su estreno mundial en el Festival de Cine de Cannes el 7 de julio de 2021. Después, tuvo un estreno limitado el 23 de julio de 2021, antes de la transmisión digital en Prime Video el 6 de agosto por Amazon Studios.

## Recepción
En el sitio web del agregador de reseñas Rotten Tomatoes, la película tiene una calificación de aprobación del 93% basada en 104 reseñas, con una calificación promedio de 7,8/10. El consenso de los críticos del sitio web dice: "Val, un documental absorbente y reflexivo que se beneficia de la autocrónica de su sujeto, ofrece una mirada íntima a una vida y una carrera única". En Metacritic, la película tiene un puntaje promedio ponderado de 73 sobre 100, basado en 28 críticos, lo que indica "críticas generalmente favorables".
 